# 宋书声
宋书声（1928年—），男，河北新河人，中华人民共和国翻译家，原中共中央编译局局长。

## 生平
宋书声于1946年入读晋冀鲁豫边区的北方大学，1949年毕业于华北大学二部外语系（今北京外国语大学）俄文班。他于1951年任中共中央宣传部斯大林全集翻译室翻译。1953年中共中央编译局成立后，历任室副主任、室主任、副局长等职。1980年出任中央编译局局长。他曾参与了《斯大林全集》、《马克思恩格斯全集》、《列宁全集》等马列著作的翻译、审稿工作。
宋书声是北京市第七届人大代表，中共十二大至十四大代表，第八、九届全国政协委员。他还长期任职于中国翻译工作者协会，历任副会长、常务副会长、会长。2002年获中国译协“资深翻译家”称号，2018年获“中国翻译文化终身成就奖”。